# Regione Metropolitana di Vitória
Regione Metropolitana di Vitória è l'Area metropolitana di Vitória dello Stato di Espírito Santo in Brasile.

## Comuni
Comprende al suo interno 7 comuni con 1 910 101 abitanti (2015):
- Cariacica
- Fundão
- Guarapari
- Serra
- Viana
- Vila Velha
- Vitória